# Franco Escoffiér
Franco Escoffiér (Cava dei Tirreni, 3 agosto 1930 – Trieste, 1º settembre 1995) è stato un giornalista e scrittore italiano.

## Biografia
Storica firma de Il Gazzettino, la sua attività giornalistica fu coronata dalla vittoria di due prestigiosi premi quali il Premiolino e il Premio Scanno. Aldo Camerino incluse un suo articolo nell'antologia Le più belle pagine del 1961 scelte nei quotidianti italiani.
Collaborò alla Fiera Letteraria e all'Osservatore politico-letterario di Giuseppe Longo e scrisse anche alcuni libri. È sepolto nel cimitero di Pagani.

## Opere
- Franco Escoffiér, Problema quotidiano, Bologna, Cappelli, 1965.
- Franco Escoffiér, Il Sud è strano, Milano, Aldo Martello Editore, 1965.
- Franco Escoffiér, 700 camere vuote, Milano, Mursia, 1971.